# Weidenbach (Eifel)

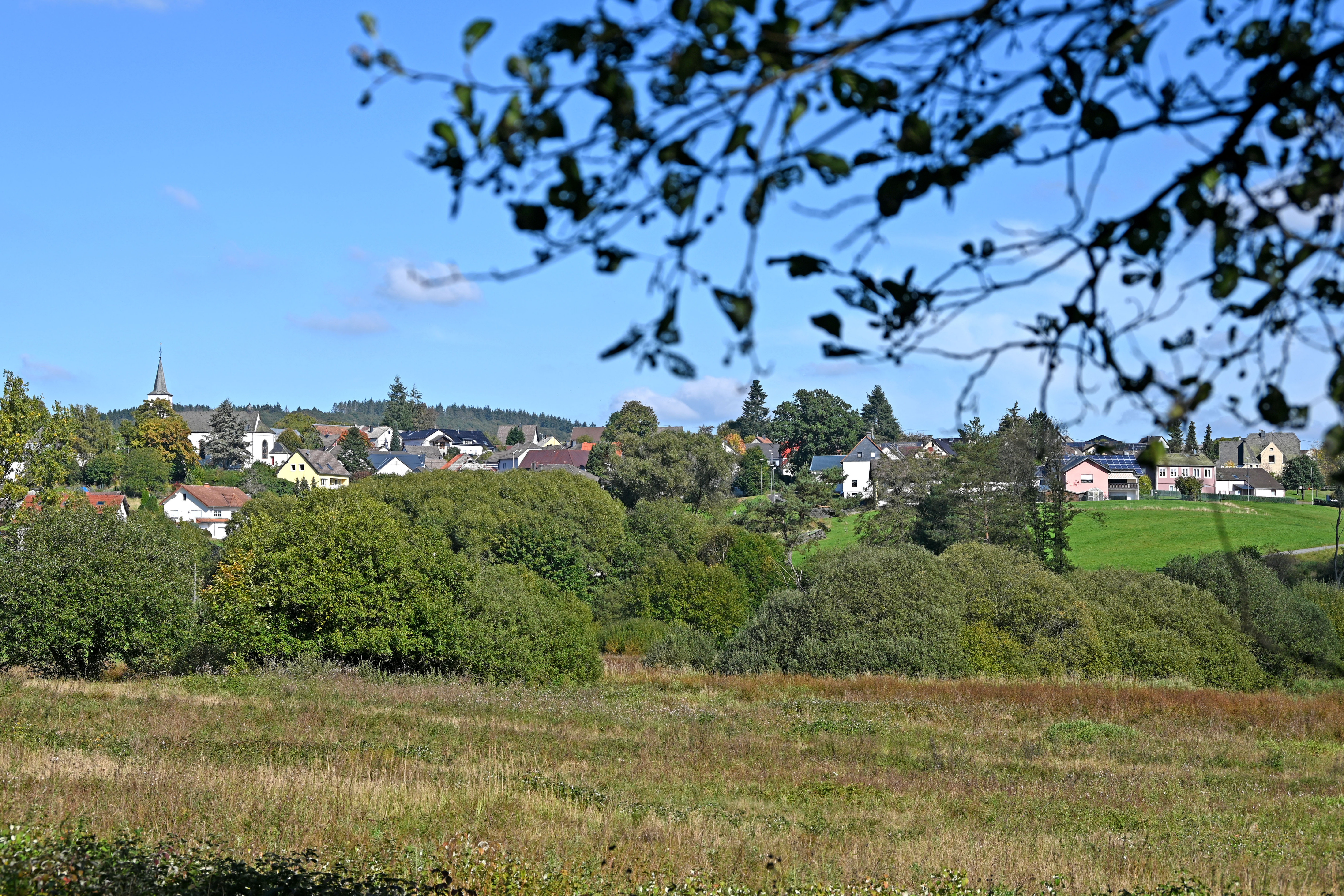
Weidenbach (Eifel) von Südwesten

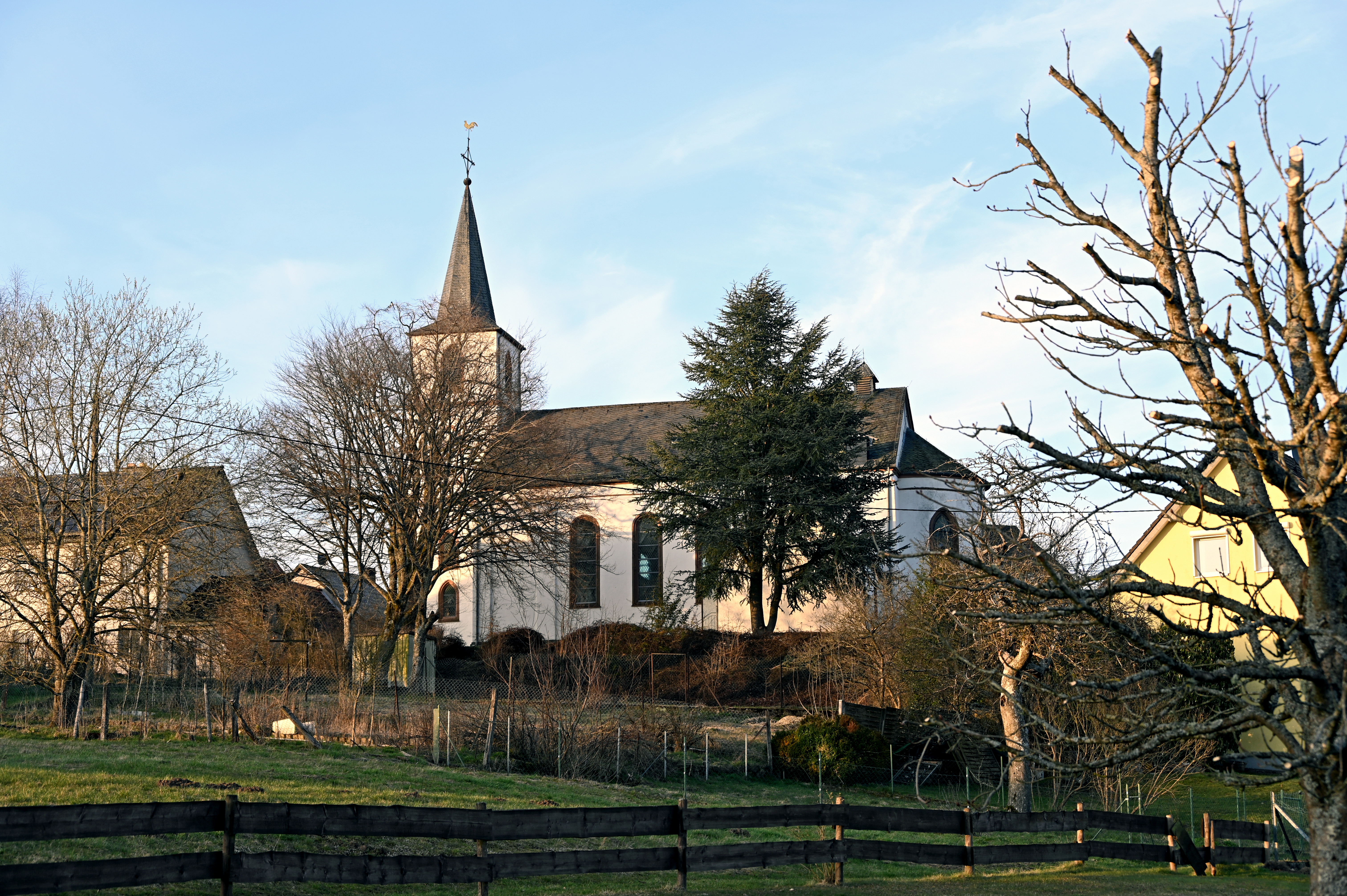
St. Johannes der Täufer, Südseite

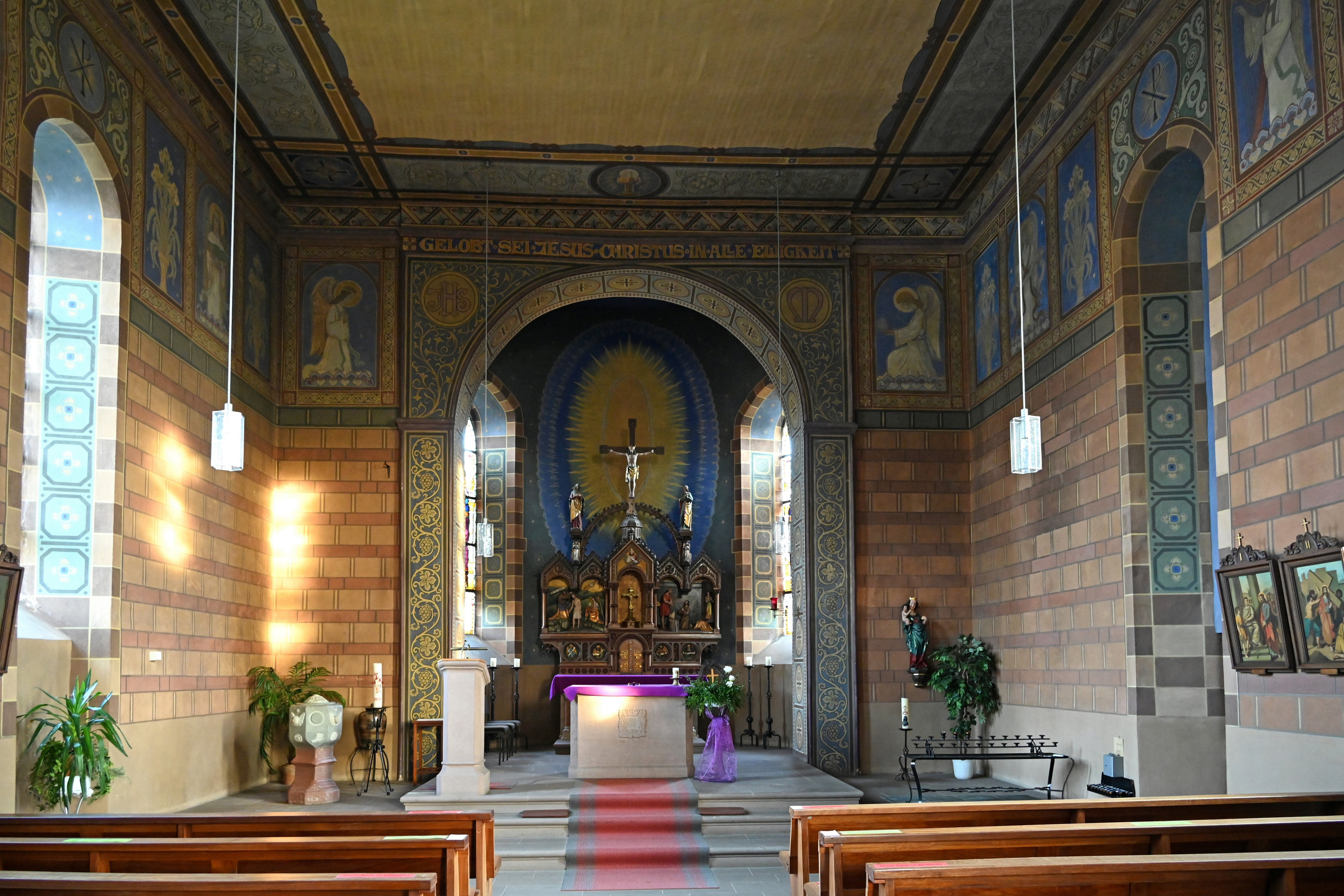
Ausmalung durch Georg Schmelzer, Trier (1923)

Weidenbach ist eine Ortsgemeinde im Landkreis Vulkaneifel in Rheinland-Pfalz. Sie gehört der Verbandsgemeinde Daun an. In Weidenbach wird moselfränkisch gesprochen.

## Geographie
Die Gemeinde liegt im Naturpark Vulkaneifel sowie teilweise im Landschaftsschutzgebiet „Zwischen Uess und Kyll“ an der Salm, einem Nebenfluss der Mosel.
Zu Weidenbach gehören auch die Wohnplätze Mirscheiderhof, Sonnenhof, Waldhof und Wiesental.
Nachbarorte von Weidenbach sind die Ortsgemeinden Salm und Wallenborn im Norden, Niederstadtfeld im Nordosten, Schutz im Osten, Meisburg im Südwesten sowie Densborn im Westen.

## Geschichte
Die erste Erwähnung des Ortes unter dem Namen „Witenbuoch“ findet sich in einer Urkunde des Kaisers Heinrich II. vom 17. Oktober 1016, in der er dem Prümer Abt Urold Besitzungen in Weidenbach („Witenbuoch“), Stadtfeld („Stadefelt“) und Ließem („Liudesheim“) bestätigt. Die Besitzungen dienten zum Unterhalt der von Urold im Jahr 1016 gestifteten Kollegiatkirche zu Prüm.
Bis zum Ende des 18. Jahrhunderts gehörte Weidenbach landesherrlich zum Kurfürstentum Trier und stand unter der Verwaltung und der Gerichtsbarkeit des Amtes Manderscheid.
Im Jahr 1794 wurde das Linke Rheinufer im ersten Koalitionskrieg von französischen Revolutionstruppen besetzt. Von 1798 bis 1814 gehörte Weidenbach zum Kanton Manderscheid im Saardepartement.
Auf dem Wiener Kongress (1815) kam die Region an das Königreich Preußen, Weidenbach wurde 1816 dem neu errichteten Kreis Daun im Regierungsbezirk Trier zugeordnet und war Sitz der gleichnamigen Bürgermeisterei.
Nach dem Ersten Weltkrieg gehörte das Gebiet zum französischen Teil der Alliierten Rheinlandbesetzung. Nach dem Zweiten Weltkrieg wurde die Gemeinde Weidenbach innerhalb der französischen Besatzungszone Teil des damals neu gebildeten Landes Rheinland-Pfalz.
Bevölkerungsentwicklung
Die Entwicklung der Einwohnerzahl von Weidenbach, die Werte von 1871 bis 1987 beruhen auf Volkszählungen:
| Jahr | Einwohner |
| ---- | --------- |
| 1815 | 265       |
| 1835 | 399       |
| 1871 | 428       |
| 1905 | 336       |
| 1939 | 370       |
| 1950 | 392       |
| 1961 | 354       |

| Jahr | Einwohner |
| ---- | --------- |
| 1970 | 371       |
| 1987 | 343       |
| 2005 | 284       |
| 2011 | 262       |
| 2017 | 251       |
| 2023 | 258       |

## Politik

### Gemeinderat
Der Gemeinderat in Weidenbach besteht aus sechs Ratsmitgliedern, die bei der Kommunalwahl am 9. Juni 2024 in einer Mehrheitswahl gewählt wurden, und dem ehrenamtlichen Ortsbürgermeister als Vorsitzendem. Bis 2009 gehörten dem Gemeinderat acht Ratsmitglieder an.

### Bürgermeister
Herbert Etzig wurde am 21. August 2024 Ortsbürgermeister von Weidenbach. Da bei der Direktwahl am 9. Juni 2024 kein Wahlvorschlag eingereicht wurde, oblag die Neuwahl des Bürgermeisters gemäß rheinland-pfälzischer Gemeindeordnung dem Rat, der sich auf seiner konstituierenden Sitzung für Herbert Etzig entschied.
Etzigs Vorgänger Bernhard Dartsch hatte das Amt am 27. August 2019 übernommen. Da auch bei der Direktwahl am 26. Mai 2019 kein Bewerber angetreten war, oblag auch damals die Neuwahl des Bürgermeisters dem Rat. Auf seiner konstituierenden Sitzung 2019 wählte er Dartsch für fünf Jahre ins Amt. Dartschs Vorgänger Herbert Theisen hatte das Amt seit 2004 ausgeübt.

### Wappen
| Wappen von Weidenbach | Blasonierung: „Unter rotem Schildhaupt, darin ein goldener Zickzackbalken, in Silber ein erniedrigter blauer Wellenbalken, überdeckt von einem Weidenbaum mit schwarzem Stamm und grünen Blättern.“ |
| Wappen von Weidenbach | |

## Kultur und Sehenswürdigkeiten
In Weidenbach befinden sich einige unter Denkmalschutz gestellte Kulturdenkmäler:
- Die Katholische Pfarrkirche St. Johannes der Täufer, ein vierachsiger Saalbau aus dem Jahr 1830
- Zwei Quereinhäuser aus dem 19. Jahrhundert (Auf Hostert und In der Hohl)
- Ein Wegekreuz (Schaftkreuz) aus dem Jahre 1793

Siehe auch: Liste der Kulturdenkmäler in Weidenbach

## Wirtschaft und Infrastruktur
Weidenbach liegt an der Kreisstraße 5, welche in die unmittelbar am Ort vorbeilaufende Bundesstraße 257 mündet. 